# Polyplax borealis
Polyplax borealis är en insektsart som beskrevs av Ferris 1933. Polyplax borealis ingår i släktet Polyplax och familjen ledlöss. Inga underarter finns listade i Catalogue of Life.